# Manchester and Leeds Railway
A Manchester and Leeds Railway foi uma companhia ferroviária do Reino Unido, que foi inaugurada em 1839, ligando Manchester com Leeds através da North Midland Railway, que juntava-se em Normanton. Sua rota atualmente forma o suporte principal da Caldervale Line.
Foi constituída por Ato do Parlamento em 1836, e com um segundo Ato em 1839, que autorizou a extensão do terminal original de Manchester na estação de Oldham Road para se juntar à Liverpool and Manchester Railway, quando esta foi estendida até a estação de Hunt's Bank (mais tarde denominada Manchester Victoria). O Ato também autorizou ramais para Oldham e Halifax, com um desvio em Kirkthorpe. Dirigido por George Stephenson, seu engenheiro foi Thomas Longridge Gooch, um irmão de Daniel Gooch da GWR.
A linha foi inaugurada em 1839 até Littleborough, e de Normanton para Hebden Bridge em 1840. A seção final foi inaugurada com a conclusão do Summit Tunnel, realizada em 1841.
A linha tornou-se a principal constituinte da Lancashire and Yorkshire Railway, que foi incorporada em 1847. Várias ferrovias já haviam sido absorvidas pela M&LR:
- Manchester and Bolton Railway[2]
- Ashton, Stalybridge & Liverpool Junction Railway[3] incorporada em 1844
- Liverpool & Bury Railway 1845[4]
- Huddersfield & Sheffield Junction Railway 1845[5]
- West Riding Union Railway[6]
- Wakefield, Pontefract & Goole[7]